# Gaultheria crassa
Gaultheria crassa är en ljungväxtart som beskrevs av Harry Howard Barton Allan. Gaultheria crassa ingår i släktet Gaultheria och familjen ljungväxter. Inga underarter finns listade i Catalogue of Life.

## Bildgalleri

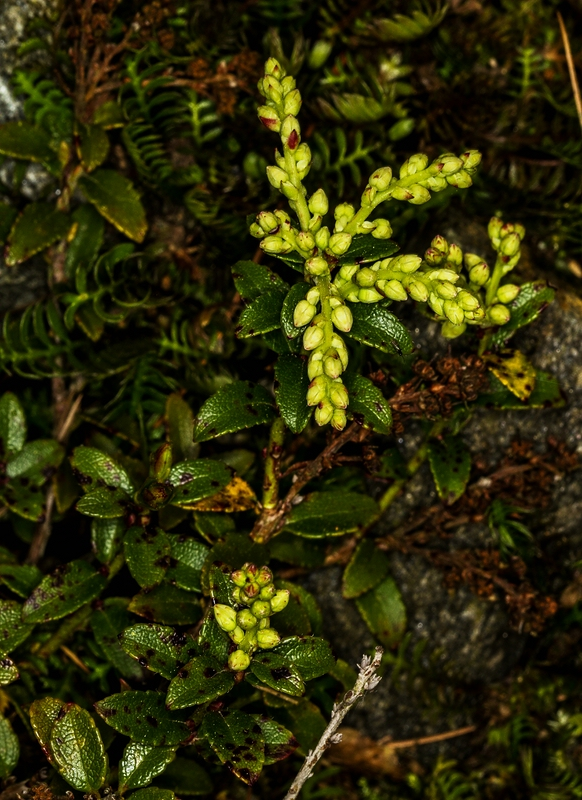